# Samopal vz. 58
Das Samopal vzor 58 (kurz Sa vz. 58, zu deutsch Maschinenpistole Modell 58) war das Standardgewehr der tschechoslowakischen Streitkräfte während der längsten Zeit des Kalten Krieges. In der Literatur wird die Waffe auch als vz. 58 oder auch ČZ 58 bezeichnet.

## Geschichte
Die Tschechoslowakei war stets darauf bedacht, ihre Truppen mit selbstentwickelten Waffen aus eigener Produktion auszurüsten. Sowjetische Modelle wurden nicht übernommen, wie es sonst im Warschauer Pakt üblich war. Dies ging so weit, dass selbst die weit verbreiteten Sturmgewehre vom Typ Kalaschnikow keine Berücksichtigung fanden. Die ČSSR war damit das einzige Land des östlichen Militärbündnisses, dessen Armee keine Kalaschnikow-Gewehre im Arsenal führte. Stattdessen wurde 1958 das von Jiří Čermák entwickelte Modell Sa vz. 58 die Ordonnanzwaffe und ersetzte die bisher verwendeten Maschinenpistolen des Typs Samopal vzor 48. Das Sa vz. 58 sieht der AK äußerlich ähnlich und wird auch häufig mit ihr verwechselt, stellt jedoch eine eigenständige Konstruktion dar. Einzige Gemeinsamkeit beider Waffen ist die sowjetische Kurzpatrone M43.

## Technik

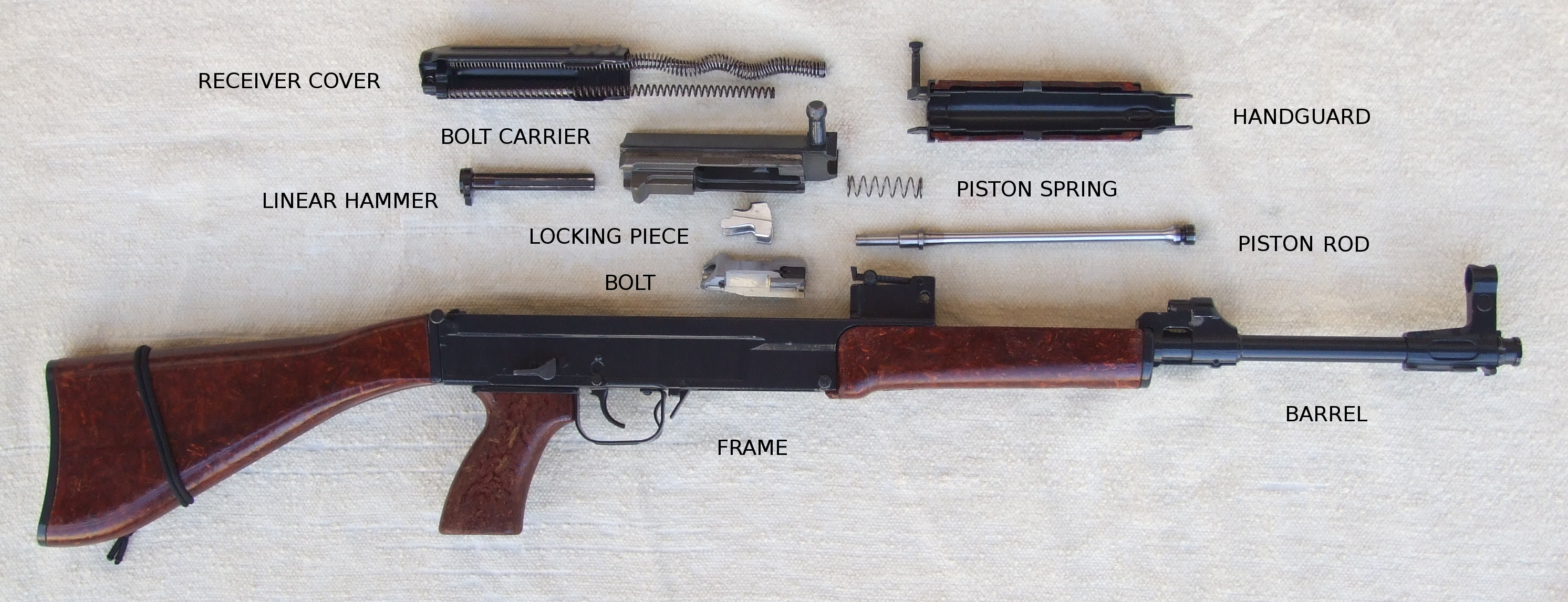
Field strip: Sa vz. 58, teilweise zerlegt

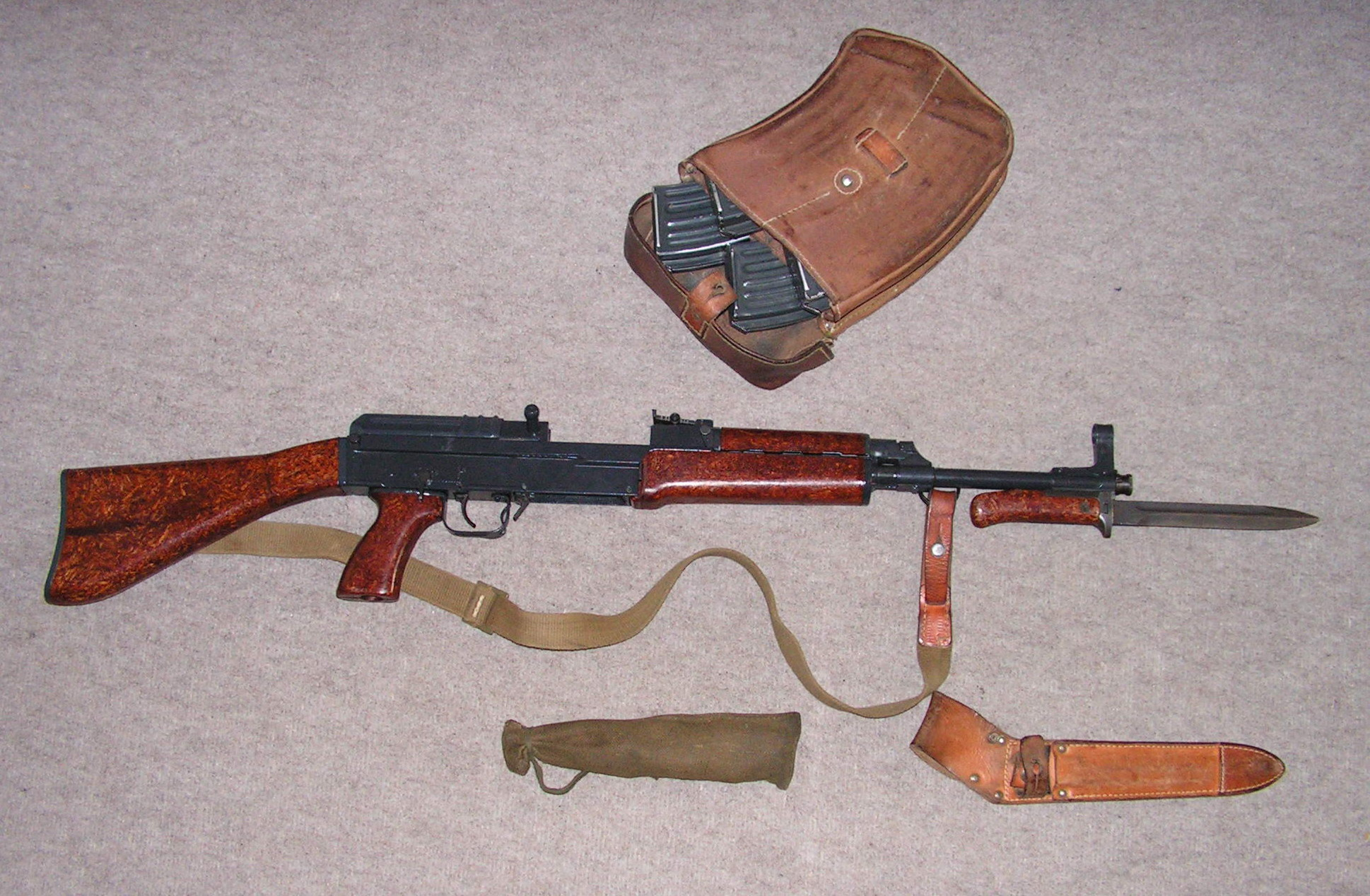
Verschlussfang aktiv

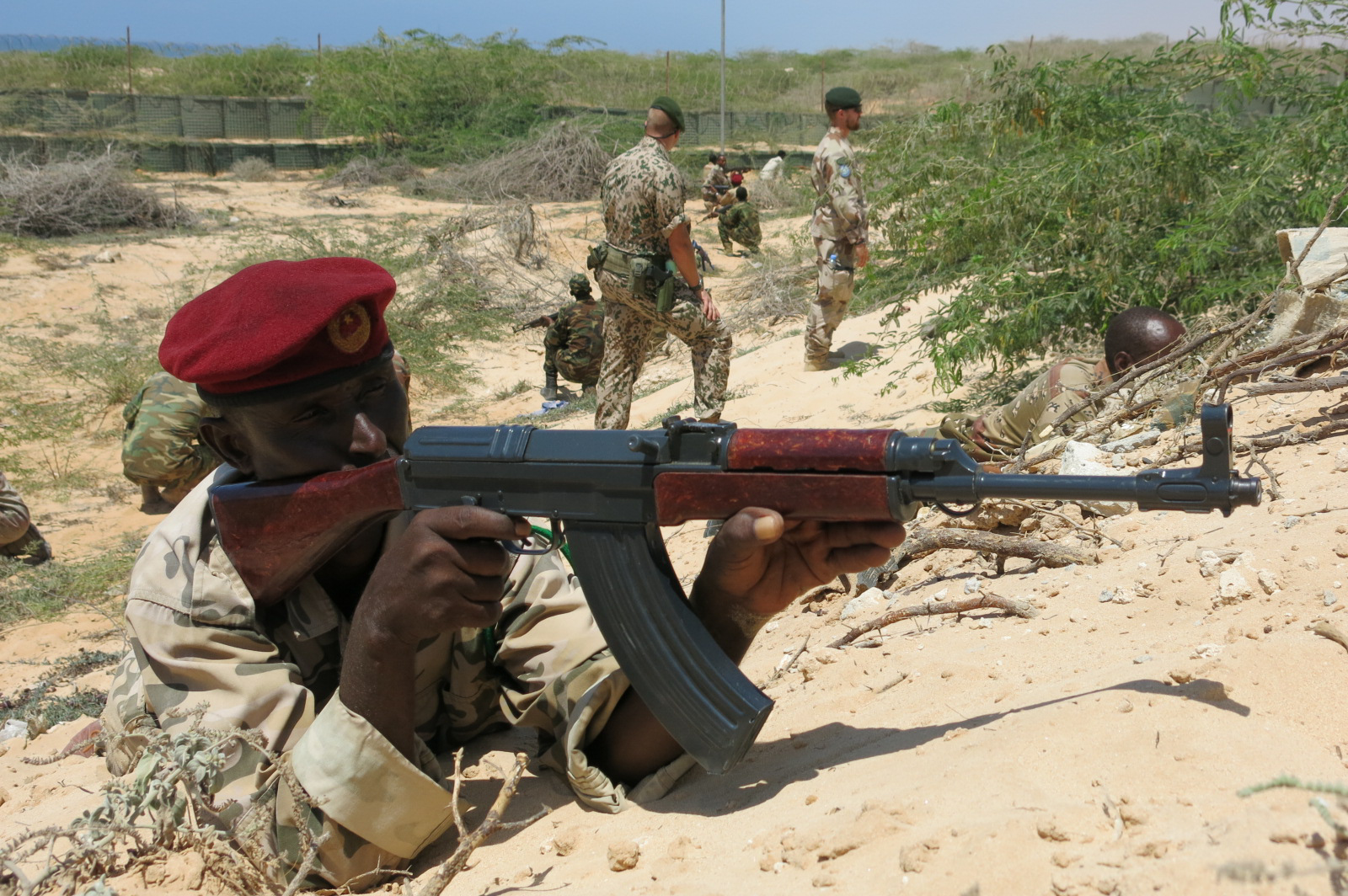
Somalischer Soldat mit Sa vz. 58

Das Sa vz. 58 ist ein Gasdrucklader mit Schwenkriegelverschluss, dessen Gaskolben mit kurzem Rücklauf eine eigene Rückholfeder besitzt. Die Verriegelung erfolgt durch einen Verschlussblock, der vom Gaskolben gelöst wird. Dadurch klappt er in den Verschlussträger hoch und entriegelt diesen. Ist das Magazin leergeschossen, verbleibt der Verschluss in offener Stellung. In diesem Zustand kann die Waffe auch mit Ladestreifen aufmunitioniert werden, ohne dass das Magazin entfernt werden muss. Die Waffe hat einen federbetätigten axialen Schlagbolzen. Das Verschlussgehäuse wird spanend, der Verschlussdeckel im Blechprägeverfahren hergestellt. Verschluss, Gasgestänge und Laufinneres sind hartverchromt, außen ist die Waffe phosphatiert und mit Einbrennlack beschichtet. Das Sa vz. 58 ist etwas leichter als die AK und in seiner Zuverlässigkeit mit jener vergleichbar. Dafür erwies sich letztere als langlebiger und bietet unter Dauerfeuer eine deutlich höhere Trefferdichte als die tschechoslowakische Waffe.
Für das Sa vz. 58 steht ein Bajonett zur Verfügung.
Die praktische Kadenz beträgt etwa 40 Schuss/min bei Einzel- und 120 Schuss/min bei Dauerfeuer.

## Versionen
- Sa vz. 58 P: Standardmodell mit festem Kolben, anfangs hölzern, ab 1960 aus schlagfestem Plastik
- Sa vz. 58 Pi: Version mit festem Kolben, Montageschiene, Zweibein und Mündungsfeuerdämpfer; kann mit verschiedenen Zieloptiken und Nachtsichtgeräten ausgestattet werden
- Sa vz. 58 V: Modell mit nach rechts abklappender Schulterstütze aus Stahl

Für den zivilen Markt wurde die Produktion der Sa vz. 58 von Czech Small Arms s.r.o. wieder aufgenommen. Es werden die Selbstladeversionen „Sporter“ und CZ858 „Tactical“ sowie eine Geradezugrepetierer-Version „Bolt Action“, jeweils in verschiedenen Konfigurationen, produziert.